# Roland Culver
Roland Culver, född 31 augusti 1900 i Highgate i London, död 1 mars 1984 i Henley-on-Thames, Oxfordshire, var en brittisk skådespelare. Culver medverkade i över 90 filmer och över 40 TV-produktioner.

## Filmografi, urval
- 1940 – Nattexpress
- 1943 – Det började i Berlin
- 1945 – Skuggor i natten
- 1945 – Gryning över London
- 1946 – Kärlek som aldrig dör
- 1947 – Dansens gudinna
- 1948 – Kejsarvalsen
- 1951 – Da capo
- 1955 – Han, hon och katten
- 1958 – Ett moln på min himmel
- 1962 – Otillbörligt närmande
- 1965 – Åskbollen
- 1973 – Fällan
- 1982 – Missionären
- 1982 – Brittiska sjukan